# Odert Gripenberg
Odert Henrik Gripenberg, född 14 april 1788 i Sääksmäki, Tavastland, död 29 januari 1848 i Stockholm, var en finländsk skolledare. Han var son till Hans Henrik Gripenberg.
Gripenberg blev student 1802, genomgick Haapaniemi krigsskola och deltog i 1808–09 i finska kriget som sin fars adjutant. Efter kriget tog han avsked och gjorde med understöd av kronprinsen Karl August en ettårig pedagogisk studieresa till Tyskland och Schweiz, där han blev lärjunge till Johann Heinrich Pestalozzi. År 1812 upprättade Gripenberg i Tavastehus efter dennes mönster ett uppfostringsinstitut för gossar, vilket 1813 flyttades till Björneborg och 1818 till hans fäderneärvda gods Johannisberg i Sääksmäki, men lades ned 1823 av ekonomiska skäl.
Åren 1823–27 var Gripenberg föreståndare för en tvåklassig elementarskola, förenad med Finska kadettkåren i Fredrikshamn. År 1835 öppnade han åter i Helsingfors en småbarnsskola samt en flickskola, som var banbrytande för flickundervisningen i landet. En tid utgavs av honom även ett pedagogiskt "veckoblad", det första i sin art i Finland.